# Castels-et-Bezénac
Castels-et-Bezénac es una comuna nueva francesa situada en el departamento de Dordoña, de la región de Nueva Aquitania.

## Historia
Fue creada el 1 de enero de 2017, en aplicación de una resolución del prefecto de Dordoña de 29 de junio de 2016 y posterior modificación de uno de julio de 2016 con la unión de las comunas de Bézenac y Castels, pasando a estar el ayuntamiento en la antigua comuna de Castels.

## Demografía
| Gráfica de evolución demográfica de Castels-et-Bezénac entre 1800 y 2013 |
|                                                                          |

Los datos entre 1800 y 2013 son el resultado de sumar los parciales de las dos comunas que forman la nueva comuna de Castels-et-Bezénac, cuyos datos se han cogido de 1800 a 1999, para las comunas de Bézenac y Castels de la página francesa EHESS/Cassini. Los demás datos se han cogido de la página del INSEE.

## Composición
| Comuna delegada | Código INSEE | Población (2013) | Superficie (km²) | Densidad (hab./km²) |
| --------------- | ------------ | ---------------- | ---------------- | ------------------- |
| Bézenac         | 24041        | 145              | 4.16             | 35                  |
| Castels         | 24087        | 639              | 19.60            | 33                  |